# Valentim Anderson
Valentim de Souza Reis conhecido artisticamente como Valentim Anderson, foi um humorista, ator comico, ator bailarino, ator teatral, roteirista, escritor, diretor e pintor brasileiro. Participou de programas humorísticos na Rede Globo, Rede Manchete, Rede Tupi, TV Excelsior, SBT
Atuou também em novelas, cinema e seu último trabalho no teatro foi na peça “A Filha do Presidente” ao lado de Patricia Pillar
Nome completo: Valentim de Souza Reis 
Nascimento: 08 de Novembro de 1927   
Falecimento:
Nacionalidade:  Português-Brasileiro           
Conjuge: Luzia Reis, segunda esposa        
Filho(a):  Gisele (da primeira esposa)                                        

## Trabalhos no cinema
- Escalada da Violência (1982)
- Os Três Palhaços e o Menino (1982)
- Fruto do Amor (1981)
- Um Menino... Uma Mulher (1980)
- Tô na Tua, Ô Bicho (1971)